# Kleszcz gryzoni
Kleszcz gryzoni (Ixodes trianguliceps) – gatunek roztocza z rzędu kleszczy i rodziny kleszczowatych. Dorosłe i nimfy odznaczają się częściowym przykryciem przynajmniej niektórych bioder przez kutykularne fałdy. Zasiedla drzewostany Europy i Syberii. Pasożytuje na drobnych ssakach, rzadziej ptakach. W cyklu życiowym ma trzech żywicieli. Jest wektorem patogenów odpowiedzialnych za anaplazmozę, babeszjozę, boreliozę, erlichiozę, gorączkę Q, kleszczowe zapalenie mózgu i tularemię.

## Opis
Formy dorosłe wyróżniają się od wcześniejszych stadiów rozwiniętym otworem genitalnym, a samice dodatkowo obecnością pól porowatych. Długość ciała samców wynosi od 1,8 do 2,2 mm, nienajedzonych samic od 2 do 2,4 mm, a samic napełnionych sięga 8 mm. Człon nasadowy nogogłaszczków duży, bocznie klinowaty, osadzony diagonalnie na nasadzie gnatosomy (capitulum), z którą jest zrośnięty. Odnóża umiarkowanej długości i grubości. Na biodrach brak ostróg po stronie wewnętrznej. Wszystkie biodra samców oraz biodra pierwszej i drugiej pary samic mają tylne krawędzie przykryte błoniastą fałdą oskórka, tzw. syncoxae. Przetchlinki okrągłe bądź owalne.
Nimfy od form dorosłych różnią się nierozwiniętym otworem płciowym i brakiem pól porowatych. Biodra pierwszej i drugiej pary, tak jak u dorosłych samic, są częściowo nakryte syncoxae. Na tarczce grzbietowej brak rowków szyjnych. Bruzdy analne obejmują odbyt od przodu.
Larwy mają tylko sześć odnóży. Pierwszy człon nogogłaszczków jest silnie wyciągnięty przednio-środkowo. Tak jak u nimf, brak rowków szyjnych, a bruzdy analne obejmują odbyt od przodu.

## Biologia i ekologia
W cyklu rozwojowym tego kleszcza występuje trzech żywicieli. Wszystkimi są drobne zwierzęta. Gatunek ten jest pasożytem poliksenicznym, notowanym z około 50 gatunków drobnych ssaków i kilku gatunków ptaków. Do głównych żywicieli należą w Rosji: ryjówka aksamitna, nornica ruda i nornica rudogrzbieta, ale żeruje tam także na norniku zwyczajnym, burym i północnym, karczowniku ziemnowodnym, lemingowcu leśnym, myszarce zielnej, myszarce polnej, smużce leśnej, chomiku europejskim, ryjówkach: malutkiej, równozębnej, średniej i  tundrowej, rzęsorku rzeczku oraz krecie. Ponadto do jego gospodarzy należą m.in. zające, króliki, wiewiórki, szczury i lisy. Sporadycznie znajdowany bywa na koniach i ludziach. Typ pasożytnictwa tego kleszcza jest mieszany: pozagniazdowy i gniazdowo-norowy. Gatunek ten zasiedla wierzchnią warstwę gleby, ściółkę oraz przyziemną część runa, głównie w zacienionych drzewostanach liściastych i mieszanych. W Rosji najliczniejszy jest na przełomie wiosny i lata oraz lata i jesieni.

## Rozprzestrzenienie
Gatunek palearktyczny. W Europie zasiedla większą część kontynentu, z wyjątkiem części południowej i północno-wschodniej. Notowany z Belgii, Białorusi, Bułgarii, Chorwacji, Czech, Danii, Francji, północnej Hiszpanii, Holandii, Irlandii, Mołdawii, Niemiec, Norwegii, Polski, Rumunii, Słowenii, Szwajcarii, Szwecji, Ukrainy, Wielkiej Brytanii i Włoch. W Rosji sięga od obwodu królewieckiego po Bajkał, nie występując jedynie na dalszej północy. W Polsce spotykany na terenie całego kraju.

## Znaczenie weterynaryjne
Pajęczak ten należy do kleszczy o największym znaczeniu weterynaryjnym. Podtrzymuje on krążenie wśród małych ssaków wirusów, wywołujących kleszczowe zapalenie mózgu. W badaniach populacji z Uralu Środkowego wykazano, że 2,6% larw, 10,2% nimf i 8,1% dorosłych jest nosicielami krętków Borrelia garinii i Borrelia afzelii, wywołujących boreliozę. W badaniach nad populacją brytyjską wykazano, że gatunek ten uczestniczy w krążeniu Anaplasma phagocytophilum, wywołującego anaplazmozę, oraz Babesia microti, wywołującego babeszjozę. W populacja z obwodu tiumieńskiego znaleziono obok anaplazmy również materiał genetyczny riketsji z rodzaju Ehrlichia, wywołujące erlichiozę. Ponadto kleszcze te przenoszą bakterie: Francisella tularensis, odpowiedzialne za tularemię, oraz Coxiella burnetti, wywołujące gorączkę Q.